# Pia Petersen
Pour les articles homonymes, voir Petersen.
Pia Petersen, née en 1966 à Copenhague, est une écrivaine danoise d'expression française.

## Biographie
Pia Petersen est née au Danemark, ses parents vivent en France. Sa mère, retourne s'installer au Danemark avec sa fille Pia à l'âge de 5 ans. Très tôt, celle-ci décide d'écrire. À 16 ans, Pia Petersen part vivre en Grèce puis elle s'installe en France.
Ne parlant pas le français, Pia Petersen s'inscrit en philosophie à la Sorbonne et apprend à maîtriser la langue à travers l'étude de textes philosophiques. Diplômée d'une maîtrise en philosophie, elle exerce différents petits boulots avant l'ouverture de sa librairie-café Le Roi Lire à Marseille. En mars 2000, son premier roman Le Jeu de la Facilité est édité aux éditions Autres Temps.
Pia Petersen vit entre Paris et Marseille. Elle se consacre exclusivement à l'écriture et publie ses ouvrages en français.

## Publications
- Le Jeu de la facilité, Marseille, Éditions Autres Temps, coll « Temps romanesque », 2000, 147 p.  (ISBN 2-84521-031-0)
- Parfois il discutait avec Dieu, Arles, Actes Sud, coll. « Un endroit où aller », 2004, 190p.  (ISBN 2-7427-4762-1)
- Une fenêtre au hasard, Arles, Actes Sud, coll. « Un endroit où aller », 2006, 229 p.  (ISBN 2-7427-5632-9)
- Passer le pont, Arles, Actes Sud, coll. « Un endroit où aller », 2007, 396 p.  (ISBN 978-2-7427-6951-3)
- Iouri, Arles, Actes Sud, coll. « Un endroit où aller », 2008, 359 p.  (ISBN 978-2-7427-8035-8)[5],[6]
- Une livre de chair, Arles, Actes Sud, coll. « Un endroit où aller », 2009, 317 p.  (ISBN 978-2-7427-8786-9)[7]
- Le Chien de Don Quichotte, Paris, Éditions La Branche coll. « Vendredi 13 », 2012, 220 p.  (ISBN 978-2-35306-044-3)[8]
- Un écrivain, un vrai, Arles, Actes Sud, 2013, 224 p.  (ISBN 978-2-330-01409-4)
- Instinct primaire, Paris, NiL, coll. "Les Affranchis", 2013, 108p. (ISBN 9782841116713)
- Mon nom est Dieu, Paris, Plon, 2014, 300 p.  (ISBN 9782259220385)
- Paradigma, Paris, Les Arènes, 2019, 384 p.  (ISBN 978-2-7112-0025-2)

## Prix et distinctions
- Prix marseillais du polar pour Iouri, 2008
- Prix de la Bastide pour Une livre de chair, 2009
- Prix du Rayonnement de la langue et de la littérature française, 2014[9]